# Гладка риба-жаба
Гладка риба-жаба (англ. Smooth toadfish, лат. Tetractenos glaber) — це вид риб родини фугувих (Tetraodontidae). Він поширений на мілководних прибережних і естуарних водах південно-східної Австралії. Французький натураліст Крістоф-Полен де Ла Пуа де Фремінвіль описав вид у 1813 році, хоча ранні записи плутали його з його близьким родичем, звичайною жабою (T. hamiltonii). Вони є єдиними представниками роду Tetractenos, які зазнали кількох таксономічних змін з моменту відкриття.
Риба-фугу має забарвлення від блідо-жовтого до зеленуватого кольору з темно-коричневими нерегулярними плямами та вкрапленнями, покритими чотирма темнішими смугами, і білим черевцем. На нижній частині риби плями подовжуються і зменшуються. Гладка риба-жаба має помірно довге та міцне тіло, вкрите дрібними колючками, з чіткою шкірною складкою вздовж нижніх боків.

## Загальний опис
Риби-жаби мають темно-коричневі плями на спині, а знизу вони білі. Форма їхнього тіла помірно довга і округла, звужується біля хвоста. У них немає луски, а шкіра гладка, схожа на жаб'ячу. У них потужний дзьоб із чотирма гострими зрощеними зубами, по два у верхній і нижній щелепах. Найбільш важливою особливістю цієї риби є те, що вона надувається, коли її ловлять водою або повітрям. Деякі карапузи випромінюють різкий запах, схожий на хімічний.
Доросла гладка риба-жаба має тіло завдовжки від 3 до 16 см. Плавці гладкої риби-жаби є подовженими і округлими. Спинний плавець складається з 9-11 променів, а грудний плавець зазвичай має від 15 до 18 променів. Очі риби мають круглу форму і розташовані між верхньою межею спини і ротом. Попереду очей розташовані носові органи у формі сосків з клапанами, які спрямовані назад. Дихальна система— це глотково-бронхіальна зяброва дуга, подовжена і вузька з багатьма дрібними зубцями.
Тіло гладкої риби-жаби вкрите мікроскопічними колючками, які знаходяться всередині шару шкіри. Ці колючки простягаються вздовж спини від носових органів до спинного плавця, вздовж боків від ока до грудної частини і вздовж нижньої частини від рота до вентиляційного отвору. Шкіра створіння залишається гладкою, навіть коли риба повністю надується. Гладка риба-жаба здатна ковтати воду або повітря через клапоть у горлі, щоб набратися повітря та роздути себе.
Щодо забарвлення, верхня частина тіла гладкої риби-жаби може бути від блідо-коричневого до жовто-зеленого і мати коричневі плями в сітчастому візерунку. Декілька широких темно-коричневих смуг перетинає тіло риби, включаючи смуги між очима, грудними плавцями та на рівні спинного плавника. Сітчастий малюнок продовжується на верхній бічній стороні тіла і переходить у сріблясто-біле забарвлення на нижній частині. Живіт та підборіддя мають біле забарвлення. Плавці мають ледь помітний жовто-оранжевий відтінок, особливо помітний у хвостовому плавнику.
Наукові дослідження показали, що самки гладкої риби-жаби зазвичай більші і важчі за самців.

## Середовище існування
Риба-фугу зазвичай зустрічається в заростях водоростей і піщаних або мулистих ділянках прибережних заток, лиманів, солонуватих озер, іноді  заходить у пониззя прісноводних річок, на глибині 1-20 м.
Гладка риба-жаба є ендеміком Австралії. Вона зустрічається від південного Квінсленда до Тасманії і аж на захід до центрального узбережжя Південної Австралії.

## Розмноження
Гладка риба-жаба розмножується з квітня по липень, а відкладає запаси жиру в печінці з лютого по квітень наперед.

## Харчування
Харчуються крабами, креветками, багатощетинковими черв'яками і молюсками, а також бентосними організмами в субстраті водойм, у яких шукають їжу.
Хоча риба-жаба дуже отруйна для людей і її ніколи не можна їсти, вона відіграє важливу роль у місцевих харчових ланцюгах, її можуть їсти деякі птахи, зокрема пелікани.

## Токсичність
Гладка риба-жаба є небажаним уловом для рибалок, оскільки її м'ясо дуже токсичне і непридатне для споживання людиною. Про його токсичність Вільяму Дауесу повідомили місцеві аборигени в Сіднеї наприкінці 18 століття. Чоловік на ім'я Джон Бафф був смертельно отруєний біля Парраматти на річці Дак у 1821 році після того, як зловив і з'їв жабу; його справа та подальше розслідування коронера були опубліковані в Sydney Gazette. Гладка риба-жаба була причиною смерті дружини та двох дітей капітана Белла з Нью-Тауна, поблизу Гобарта, у березні 1831 року у випадку, який отримав широкий розголос. Колоніальний хірург Джеймс Скотт писав:
«Нещодавно було згадано про меланхолійний і жахливий ефект, викликаний його вживанням, поблизу міста Хобарт… Отрута має сильну седативну природу і викликає ступор, втрату мови, утруднене ковтання, втрату зору та здатності мислити. Зрештою, повне позбавлення нервової сили і смерть».
Її токсичність зумовлена тетродотоксином, який концентрується переважно в печінці, яєчниках, кишечнику та шкірі. Багато видів риб-фугу несуть цей токсин, поглинаючи його з бактерій, що містять тетродотоксин, у своєму раціоні. Вживання риби може мати фатальні наслідки. Переважно неврологічні симптоми отруєння включають атаксію та оніміння та/або парестезію (поколювання) навколо рота, губ і кінцівок. Відомі також випадки отруєння домашніх тварин.